# چاکتا
قوم سرخپوست چاکتا (به انگلیسی: Choctaw, Chahta, Chactas, Chato, Tchakta, Chocktaw, Chactaw) از اقوام سرخپوست امریکاست. شمارشان به حدود ۸۲ هزار تن (۱۹۹۰) می‌رسد و امروزه در می‌سی‌سی‌پی و اکلاهما زندگی می‌کنند. چاکتاها یکی از «قبیله‌های پنجگانهٔ متمدن» بودند و زبانشان به گروه زبانی ماسکوگی تعلق داشت.

## سکونت‌گاه اولیه
چاکتوها (به انگلیسی: Choctaw) نخست در کنار رود می‌سی‌سی‌پی در خانه‌هایی کلبه‌ای با سقف گالیپوش و گل‌اندود زندگی می‌کردند؛ ذرت، لوبیا و کدو تنبل می‌کاشتند و در کنار آن به شکار و صید ماهی هم می‌پرداختند و مازاد محصولاتشان را مبادله می‌کردند یا می‌فروختند. در بهار، مراسم به‌عمل‌آمدن ذرت را جشن می‌گرفتند یا با ساز و آواز جشنوارهٔ «ذرت سبز» را برپا می‌داشتند و در زمستان نیز آیین آتش نو را برگزار می‌کردند.
چاکتاها موهای خود را بلند می‌کردند و بسیاری از آنان خالکوبی‌های خاصی بر بدن خود می‌کردند. آنان نیز، همچون بسیاری از سرخپوستان جنوب شرقی امریکا، سر کودکان پسر خود را با روش‌هایی خاص از شکل می‌انداختند و صاف می‌کردند و به همین سبب آنان را غالباً «کله‌صاف» نیز می‌نامیدند.

## وضعیت کنونی
اخلاف چاکتوها که در دههٔ ۱۸۳۰ نتوانستند از تبعید اجباری بگریزند، امروزه در می‌سی‌سی‌پی زندگی می‌کنند؛ در حالی که اکثریت آنان در جماعت‌های کوچکی در اکلاهما به سر می‌برند و هنوز به بسیاری از رفتارهای فرهنگ سنتی خود پایبندند. با این وصف، تعداد زیادی از آنان در شهرها زندگی می‌کنند و مشاغل مختلف دارند. اکثریت چاکتوها مسیحی‌اند و هنوز به زبان بومی سخن می‌گویند. رئیس‌جمهور امریکا رئیس چاکتوها را منصوب می‌کند و این رئیس بر شورایی انتخابی ریاست دارد که امور قبیله‌ای در دست آن است.
چاکتوها رابطهٔ تنگاتنگی با چیکاسوها دارند و ممکن است زمانی یکی از شاخه‌های همان قبیله بوده باشند؛ اگرچه به دلیل اتحادشان با فرانسوی‌ها پس از ۱۶۹۹، در جنگ‌های متعددی بر ضد آن قبیله وارد شدند. در قرن ۱۹ شیوه‌های زندگی مستعمره‌نشینان را بیش از پیش پذیرفتند، به مسیحیت متدیستی درآمدند، نظام حکومتی‌ای مشابه با نظام امریکا پدید آوردند، صاحب برده شدند و شکلی نوشتاری نیز به زبان خود دادند.

## کوچ اجباری
در ۱۸۳۰ چاکتاها زیر فشار فزایندهٔ مستعمره‌نشینان سفیدپوست برای به‌دست‌آوردن زمین‌های مناسب کشت پنبه‌های مرغوب، ۴/۲ میلیون هکتار از زمین‌های خود را در می‌سی‌سی‌پی در مقابل ۲/۱ میلیون هکتار از سرزمین سرخپوستان به آنان واگذار کردند و در ۱۸۳۳ به سرزمین جدید منتقل شدند. در این مهاجرت اجباری، بیماری وبا و غذای ناکافی و مسکن نامطلوب بیش از پنج‌هزار تن را به کشتن داد. آنان در سرزمین سرخپوستی حکومتی نیمه‌مستقل و الگوگرفته از نظام امریکا را برای خود حفظ کردند و به کشاورزانی موفق بدل شدند و یک نظام آموزش و پرورش و شبکه‌ای از جاده‌ها برای خود ایجاد کردند.
در ۱۹۰۶ حکومت قبیله‌ای آنان از میان رفت و زمین‌هایشان پس از قطعه‌قطعه‌شدن به افراد واگذار یا به مستعمره‌نشینان واگذار شد. در سال ۱۹۰۷ به عنوان ایالت ۴۶ ام به اتحادیه پیوست.

## پی‌نوشت
1. ↑  “American Indian”,  US Census Bureau.
2. 1 2 3 4 5 6 7  «قوم سرخپوست چاکتاو»،  انسان‌شناسی و فرهنگ.